# Agathon Hennique

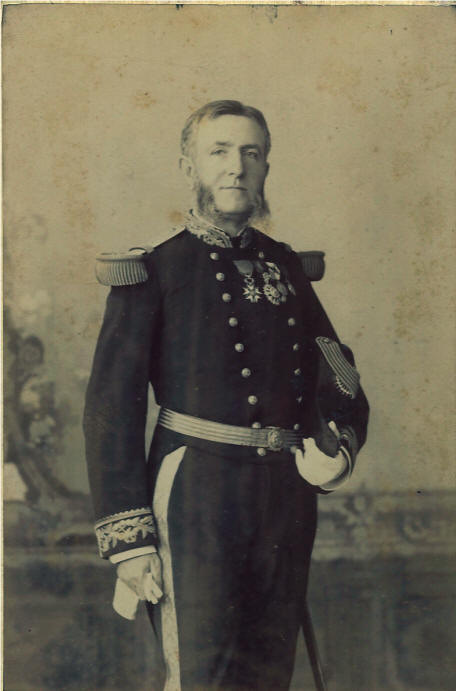
Gouverneur Hennique van Frans-Guyana

Privat Antoine Agathon Hennique (Couvron-et-Aumencourt, 12 september 1810 – Cayenne, 13 april 1870) was een Frans generaal en gouverneur van Frans-Guyana (1865-1870).

## Levensloop
Hennique groeide op in het departement Aisne. In 1830 werd hij militair in het landleger, doch verwisselde dit snel voor de marine, waar hij een opleiding kreeg tot marine-infanterist (1832). In 1841 verhuisde hij naar het eiland Bourbon, vandaag Réunion, en in 1849 naar het eiland Guadeloupe; tussenin was hij in Frankrijk, in de marinehaven van Toulon. Progressief steeg hij in graad. In 1860 kreeg hij de graad van kolonel.
In 1862-1863 nam kolonel Hennique deel aan de Franse interventie in Mexico. Hij vocht er bij de stad Córdoba. Voor deze noodlottige Franse expeditie ten einde liep, keerde Hennique terug naar de Antillen (1863). Hij werd bevorderd tot brigade-generaal en vereerd met de orde van het Legioen van Eer.
Het hoogtepunt van zijn carrière lag in Zuid-Amerika. Van 1865 tot zijn dood in 1870 was hij gouverneur van de kolonie Frans-Guyana, na benoeming door keizer Napoleon III. Zo was hij er onder meer bevoegd voor de strafkolonies. Hij stierf in functie in 1870.